# 马马杜·坦贾
马马杜·坦贾（法語：Mamadou Tandja，1938年—2020年11月24日），尼日尔政治家，尼日尔全国社会发展运动成员，1999年至2010年担任尼日尔总统。2010年2月18日，尼日尔军人发动军事政变，他被攻入总统府的叛军带走。
早年加入尼日尔軍隊，曾參與1974年由賽義尼·孔切發動的政變，成為最高軍事委員會成員之一，其後曾經出任省長及內政部長等職。他在1991年成為尼日尔全国社会发展运动的主席。他在1993年參加總統選舉，在首輪投票領先，不過在次輪投票落敗。他在1999年總統選舉中當選，2004年成功連任。
2009年4月，坦贾为谋求第三任总统任期提出公投修宪，但遭到反对派、议会和宪法法院的反对。他于5月和6月先后解散议会和宪法法院。7月3日，坦贾主持了宪法法院7位新成员的宣誓就职仪式，并签署决定，尼日尔于8月4日举行新宪法草案公投。在反对党的抵制和国际社会的反对下，8月4日提交公投的尼日尔新宪法草案以92.5％的赞成票获得通过。不過坦賈在2010年就被軍方推翻，令他想一直執政的美夢破滅。
坦賈於2020年11月24日逝世，尼日爾政府宣佈全國哀悼3日。